# Tromotriche
Tromotriche là chi thực vật có hoa trong họ Apocynaceae, bản địa tây nam châu Phi.

## Các loài
- Tromotriche aperta (Masson) Bruyns, 1995
- Tromotriche baylissii (L.C.Leach) Bruyns, 1995
- Tromotriche choanantha (Lavranos & Harry Hall) Bruyns, 1995
- Tromotriche herrei (Nel) Bruyns, 1995
- Tromotriche longii (C.A.Lückh.) Bruyns, 1995
- Tromotriche longipes (C.A.Lückh.) Bruyns, 1995
- Tromotriche pedunculata (Masson) Bruyns, 1995
- Tromotriche revoluta (Masson) Haw., 1812
- Tromotriche ruschiana (Dinter) Bruyns, 1995
- Tromotriche thudichumii (Pillans) L.C.Leach, 1982
- Tromotriche umdausensis (Nel) Bruyns, 1995